# 32288 Terui
32288 Terui è un asteroide della fascia principale. Scoperto nel 2000, presenta un'orbita caratterizzata da un semiasse maggiore pari a 2,7997943 UA e da un'eccentricità di 0,1744813, inclinata di 9,87019° rispetto all'eclittica.